# Un punct de vedere
Un punct de vedere este un film românesc din 1988 regizat de Anita Gîrbea.